# レッド・オレンジ計画
レッド・オレンジ計画（英語：War Plan Red-Orange）とは、アメリカ合衆国のカラーコード戦争計画の一つで、アメリカ軍により作られたカラープランの一種である。この計画は日英同盟により日英の両国からの二正面作戦を強いられることを予想して立てられた計画ではあるが、第二次世界大戦により、アメリカはイギリスと連合国側で参戦したことで、その重要性を無くした。